# Bácsalmás (distrikt)
Bácsalmás är ett distrikt i Ungern. Det ligger i provinsen Bács-Kiskun, i den sydvästra delen av landet, 160 km söder om huvudstaden Budapest.